# Centaurea ispahanica
Centaurea ispahanica — вид квіткових рослин айстрових (Asteraceae). Ендемік Ірану.

## Середовище
Населяє сухі кам'янисті луки.

## Морфологічна характеристика
Це багаторічник 3–7 см заввишки. Стебла відсутні. Листки в розетці, павутино-волосисті, ліроподібно-перисторозсічені, сегменти яйцюваті. Квіткова голова велика, сидяча в розетці. Обгортка гола. Квітки пурпурові. Період цвітіння: літо.